# Кастин (Мејн)
Кастин (енгл. Castine) насељено је место без административног статуса у америчкој савезној држави Мејн.

## Демографија
По попису из 2010. године број становника је 1.029.
| Група             | 2000.    | 2010.       |
| Белци             | 0 (0,0%) | 983 (95,5%) |
| Афроамериканци    | 0 (0,0%) | 4 (0,4%)    |
| Азијати           | 0 (0,0%) | 11 (1,1%)   |
| Хиспаноамериканци | 0 (0,0%) | 15 (1,5%)   |
| Укупно            | 0        | 1.029       |